# Chacalapa, Veracruz
Chacalapa är en ort i Mexiko.   Den ligger i kommunen Chinameca och delstaten Veracruz, i den sydöstra delen av landet, 500 km öster om huvudstaden Mexico City. Chacalapa ligger 26 meter över havet och antalet invånare är 2 298.
Terrängen runt Chacalapa är platt. Runt Chacalapa är det ganska tätbefolkat, med 100 invånare per kvadratkilometer. Närmaste större samhälle är Minatitlán, 18,0 km sydost om Chacalapa. Omgivningarna runt Chacalapa är en mosaik av jordbruksmark och naturlig växtlighet.